# Selenicereus calcaratus
Selenicereus calcaratus ist eine Pflanzenart in der Gattung Selenicereus aus der Familie der Kakteengewächse (Cactaceae).

## Beschreibung
Selenicereus calcaratus wächst strauchig mit hoch kletternden Trieben. Die dreikantigen, leuchten grünen Triebe erreichen Durchmesser von 4 bis 7 Zentimeter. Ihre Seitenflächen sind flach bis tief konkav. Die Kanten besitzen auffällig gerundete Vorsprünge auf deren Ende die kleinen Areolen sitzen. Die 1 bis 3 biegsamen, weißen bis cremefarbenen Dornen sind 2 bis 4 Millimeter lang.
Die 35 bis 37 Zentimeter langen, trichterförmigen Blüten erscheinen in der Nähe der Triebspitzen und sind weiß. Ihre Blütenröhre ist stark aufwärts gebogen.

## Verbreitung, Systematik und Gefährdung
Selenicereus calcaratus ist in Costa Rica an der Atlantikküste in der Provinz Limón in Tieflagen bis zu 500 Metern verbreitet.
Die Erstbeschreibung als Cereus calcaratus  wurde 1902 von Frédéric Albert Constantin Weber veröffentlicht. David Richard Hunt stellte die Art 2017 in die Gattung Selenicereus. Ein weiteres nomenklatorisches Synonym ist Hylocereus calcaratus (F.A.C.Weber) Britton & Rose (1909).
In der Roten Liste gefährdeter Arten der IUCN wird die Art als „Endangered (EN)“, d. h. als stark gefährdet geführt.

## Nachweise